# قتل دوروتی جین اسکات
دوروتی جین اسکات (متولد ۲۳ آوریل ۱۹۴۸) یک زن آمریکایی بود که در ۲۸ مه ۱۹۸۰ در آناهیم، کالیفرنیا ناپدید شد. او دو نفر از همکارانش را پس از گزیده شدن یکی از آنها توسط عنکبوت به بیمارستان برده بود. در حالی که آنها در انتظار پر کردن برگه‌های بیمارستان بودند، اسکات رفت تا ماشینش را در یک جای مناسب پارک کند. ماشین او (دوروتی) به آنها (همکارانش) نزدیک شد، اما با سرعت زیاد و بدون توقف از بیمارستان دور شد. همکارش نمی‌توانست ببیند چه کسی رانندگی می‌کند زیرا چراغ‌های جلوی ماشین دید او را محدود کرده بود. آنها چند ساعت بعد، پس از اینکه خبری از او نداشتند، گم شدن او را گزارش کردند. در ماه‌های گذشته، اسکات تماس‌های تلفنی ناشناس از مردی دریافت می‌کرد که ظاهراً او را تعقیب می‌کرده. او تهدید کرده بود که او را خواهد گذاشت و «او را تکه تکه خواهد کرد تا هیچ کس [او] را پیدا نکند».
در ژوئن ۱۹۸۰، مردی با نام The Orange County Register، یک روزنامه محلی که داستانی در مورد ناپدید شدن منتشر کرده بود، و ادعا کرد که اسکات را کشته است. پلیس معتقد است تماس گیرنده قاتل اسکات بوده است. از سال ۱۹۸۰ تا ۱۹۸۴، ورا، مادر اسکات نیز از مردی تماس تلفنی دریافت کرد که ادعا می‌کرد اسکات را گرفته است یا او را کشته است. با این حال، هیچ‌یک از تماس‌ها قابل ردیابی نبودند، زیرا تماس گیرنده به اندازه کافی پشت خط نمی‌ماند و صحبت نمی‌کرد. در آگوست ۱۹۸۴، بقایای جزئی از یک جسد پیدا شد و بعداً به عنوان جسد اسکات شناخته شد. تاکنون هیچ فردی در رابطه با این پرونده بازداشت نشده است.